# 傅申 (藝術家)
傅申（1936年12月27日—2024年4月16日），出生於中華民國上海，爲中華民國書畫家、書畫鑑定家、中國藝術史學者，曾任耶魯大學藝術史教席、華盛頓佛利爾美術館中國美術部主任。國立臺灣大學藝術史研究所教授退休，晚年定居杭州。於2024年因病辭世。

## 生平
1936年，傅申出生於上海，幼時經歷戰亂，與父母分離，成長過程先後由祖父母、遠親奶媽撫養長大。
1948年，隨父母到臺灣，就讀屏東明正初中。
於國立臺灣師範大學藝術系求學時期，跟隨黃君璧、溥心畬、傅狷夫學畫，向宗孝忱學習書法，並向王壯為學習篆刻與書法，在畢業系展獲得國畫第一名、篆刻第一名、書法第二名的榮譽。
1963年，考進中國文化學院藝術研究所，就學期間主持臺視「書法教育」節目，並受邀參加中華民國赴非洲青年文化訪問團，遊歷非洲十餘國。
1965年，於臺北故宮博物院工作，開始專注於書畫鑑定的學術研究。
1967年與第一任妻子王妙蓮結婚後，於1968年偕同妻子赴美國深造，於1976年取得普林斯頓大學藝術與考古博士學位，先後擔任耶魯大學藝術史教席及華盛頓佛利爾美術館中國美術部主任。
1983年與第二任妻子曹秉祺結婚。
1994年返回臺灣，擔任國立臺灣大學藝術史研究所教授，持續從事學術研究與藝術創作。
1998年與現任妻子陸蓉之結婚。
2006年，自國立臺灣大學藝術史研究所退休，晚年定居杭州。2024年病逝於杭州富陽。

## 創作與研究
傅申求學期間以創作國畫山水見長，其後逐漸走向學術研究，以中國古代美術史與書畫鑑定為主要研究領域，在學術生涯之餘，仍持續書法及陶瓷的創作，秉持「溯古開今」的理念，在學術研究及藝術創作上皆取得斐然成就。

### 創作
傅申精通水墨、書法、篆刻，其書法兼擅篆、隸、楷、行、草體，並融各家各代之長，形成個人特色，同時與時俱進，將當代書藝創作理念付諸實踐，開創深具自我風格的圖象書法，並結合書法與篆刻，創作陶瓷書畫及刻瓷的作品。代表作品有〈塵網中〉、〈傅青主故實〉、〈今塞翁〉、〈以德報怨〉、〈強震〉、〈釣魚島〉和〈天譴〉等。

### 研究
傅申於書畫鑑定、美術史學研究等領域皆有學術論文、期刊著作，其中以書畫鑑定中曾發生的兩次論戰，間接確立傅申於相關研究領域的成就與代表性。

#### 懷素《自敘帖》論戰
2004年於故宮所藏之懷素《自敘帖》真偽論戰中，李郁周（現任國立臺灣藝術大學書畫藝術系教授）提出故宮收藏之《自敘帖》為明代篆刻家文彭以雙鉤廓填法摹造而成之論點。傅申出版《書法鑑定:兼懷素《自敘帖》臨床診斷》一書，深入分析何謂雙鉤廓填法，結合鑑定心理學、刑事鑑識學等專業知識針對李郁周之論點進行反證。2004年末故宮邀請日本東京文化財研究所對院藏之自敘帖進行檢測，其鑑測結果顯示院藏之自敘帖非懷素親筆。過去鑑測及論辯中關於紙幅、接縫、行款等諸多細節仍有疑義，後傅申取得《沈銘彝拓本》研究比對後，確證故宮所藏之自敘帖雖非懷素親筆，亦非明朝文彭鉤填而成。2005傅申陸續發表論文〈沈銘彝本《自敘帖》密碼—解故宮墨蹟本即水鏡堂母本之疑（上）（下）〉、〈確證《故宮本自敘帖》為北宋映寫本—從《流日半卷本》論《自敘帖》非懷素親筆〉，書畫研究學界持續針對此版本作者為何尚未有定論。

#### 黃庭堅〈砥柱銘卷〉真偽辨別
黃庭堅《砥柱銘》原藏於日本京都有鄰館之中，學界對於該件藏品之真偽遲遲未有定論，後該藏品轉手至臺灣藏家手中，並製成高品質複製品供傅申與黃庭堅其他作品（包括《發願文》、《王長者墓誌稿》、《贈張大同卷》、《諸上座卷》等做比對，判定有鄰館藏本為黃庭堅真跡，此判定結果亦使該藏品於北京保利2010年春季拍賣會上以人民币4.368億元（约合22億臺幣）金額成交，其後中國書畫研究學界亦常邀請傅申針對黃庭堅作品研析進行座談發表，研究結果獲得肯定。

## 著作與展覽

### 期刊論文
- 傅申，〈從存疑到肯定──黃庭堅書〈砥柱銘卷〉研究〉，《黃庭堅砥柱銘》，北京保利拍賣圖錄（2010）。
- 傅申，(朱惠良等整理)，〈董巨派名筆—富春卷與剩山圖的原貌〉，《故宮文物月刊》，（2010），頁88-101。
- 傅申，〈傳錢選畫〈盧仝烹茶圖〉應是丁雲鵬所作─故宮藏畫鑑別研究之一〉，《故宮文物月刊》，26:11（2009），頁46-57。
- 傅申，(盧素芬譯)，〈傳元陶復初畫〈秋林小隱〉應是明項德新所作─故宮藏畫鑑別研究之二〉，《故宮文物月刊》，27:4（2009），頁70-83。
- 傅申，〈沈銘彝本〈自敘帖〉密碼─解故宮墨跡本即水靜堂母本之疑(上)〉，《典藏古美術》，no. 9 （2005），頁82-90。
- 傅申，〈沈銘彝本〈自敘帖〉密碼--解故宮墨跡本即水鏡堂母本之疑.〉，《中華書道》， 48 （2005），頁1-27。[11]

### 研討會論文
- 傅申，〈張即之及其大字〉，發表於「文藝紹興─南宋藝術與文化」研討會（2010），未刊稿。
- 傅申，〈乾隆御筆盤山圖與唐岱〉，發表於「乾隆宮廷藝術」學術研討會（2009），台大藝術史研究所主辦；並於修改後發表於《台大藝術史研究所美術史研究集刊》第28期（2010），頁83-122。
- 傅申，〈我的學研歷程〉，發表於「筆墨之外─中國書法史跨領域國際學術研討會」（2008），國立台灣師範大學藝術史研究所主辦，未刊稿。
- 傅申，（王耀庭主編），〈對日本所藏數點五代及宋人書畫之私見─〈寒林重汀〉、〈喬松平遠〉、高桐院山水對幅、蔡京題胡舜臣畫〉，《開創典範─北宋的藝術與文化研討會論文集》（台北：國立故宮博物院，2008，頁177-213）。[11]

### 專書與專書論文
- 傅申，〈一粟齋過眼摭言〉，《滄海一粟》（台北：國立歷史博物館，2008，頁8-9）。
- 傅申，〈于右老在台摩崖石刻〉，《千古一草聖：于右任書法展》（台北：國立歷史博物館，2006，頁12-49）。
- 傅申，《元代皇室書畫收藏史略》（1981，故宮）
- 傅申、王妙蓮合著，《鑑別研究》(亦名《沙可樂藏畫研究》)（1973）
- 傅申，《書史與書跡─傅申書法論文集（一）》（1996，國立歷史博物館）
- 傅申，《張大千的世界》（1998，臺北羲之堂）
- 傅申，《書史與書跡─傅申書法論文集（二）》（2004，國立歷史博物館）
- 傅申，《書法鑑定：兼懷素自敘帖臨床診斷》（2004，典藏藝術家庭股份有限公司）
- 傅申、中田勇次郎合編《歐美收藏中國書法名跡集》共六冊(1981-1983）[11][1]

### 展覽
- 「筆有千秋業─中國書法大展」(1977，耶魯大學美術館)
- 「張大千回顧展」(1991，華府、紐約、聖路易等地博物館)
- 與羲之堂策展「張大千的世界─張大千、畢卡索東西藝術聯展」(1998，臺北故宮)
- 「曾熙、李瑞清書畫特展」(2010，臺北國立歷史博物館)
- 「傅申學藝展─書畫印瓷藝個展」(2013，北京國家博物館)
- 「傅申學藝展」(2014，臺北國立歷史博物館)
- 「毫枯任我筆縱橫」──傅申題齋額書法展(2022，北京嘉德藝術中心)[12][1]